# Les Hôpitaux-Neufs
Les Hôpitaux-Neufs è un comune francese di 744 abitanti situato nel dipartimento del Doubs nella regione della Borgogna-Franca Contea.

## Società

### Evoluzione demografica
Abitanti censiti